# Gemert-Bakel
Gemert-Bakel ( udtale ?) er en kommune og en by i den sydlige provins Noord-Brabant i Nederlandene. 
- Wikimedia Commons har flere filer relateret til Gemert-Bakel

51°31′52″N 5°43′08″Ø / 51.531°N 5.719°Ø